# Lichacze (przystanek kolejowy)
Lichacze (biał. Ліхачы, ros. Лихачи) – przystanek kolejowy w miejscowości Lichacze, w rejonie grodzieńskim, w obwodzie grodzieńskim, na Białorusi. Leży na linii dawnej Kolei Warszawsko-Petersburskiej.